# ام‌ای‌اس کارگو
ام‌ای‌اس کارگو (به انگلیسی: MASkargo) یک شرکت هواپیمایی با کد یاتا MH است که در تاریخ ۱۹۷۲ میلادی تأسیس شده است. دفتر مرکزی ام‌ای‌اس کارگو در سلانگور، مالزی واقع شده‌است و به ۱۱ مقصد، پرواز انجام می‌دهد.